# Ровковичи (Гомельская область)
Ровковичи (бел. Роўкавічы) — агрогородок в Чечерском районе Гомельской области Беларуси. Административный центр Ровковичского сельсовета.

## География

### Расположение
В 13 км на юго-запад от Чечерска, 23 км от железнодорожной станции Буда-Кошелёвская (на линии Гомель — Жлобин), 52 км от Гомеля.

### Гидрография
Агрогородок стои́т на реке Любича (приток реки Чечора).

## Транспортная сеть
Рядом автодорога Чечерск — Буда-Кошелёво. Планировка состоит из дугообразной улицы, ориентированной с юго-запада на северо-восток, параллельно центру которой расположена короткая улица. На севере к основной улице присоединяется вторая короткая улица. Застройка преимущественно деревянная, двусторонняя, усадебного типа.

## История
Обнаруженный археологами курганный могильник (30 насыпей, в 1 км на север от деревни, в урочище Курганне) свидетельствует о заселении этих мест с давних времён. Согласно письменным источникам известна с начала XIX века как селение в Чечерской волости Рогачёвского уезда Могилёвской губернии. Дворянин Дернолович владел в 1839 году поместьем (1686 десятин земли, ветряная мельница, трактир). Согласно ревизских материалов 1859 года владение помещиков Степановых. С 1880 года действовали винокуренный завод № 98 (9 рабочих) и хлебозапасный магазин. В 1886 году Свято-Троицкая церковь (деревянная), ветряная мельница. Согласно переписи 1897 года действовали церковно-приходская школа, 2 ветряные мельницы, питейный дом; одноимённый фольварк. В 1909 году действовали винный магазин, мельница.
В январе 1918 года в деревне сформирован боевой отряд по борьбе против легионеров И. Р. Довбор-Мусницкого и в скором времени здесь прошёл съезд партизан Чечерской волости, на котором была уточнена программа деятельности и создан объединённый партизанский штаб, который поддерживал связь со штабом Красной Армии. В 1926 году работали изба-читальня (с 1921 года), почтовый пункт, школа. С 8 декабря 1926 года центр Ровковичского сельсовета Чечерского, с 25 декабря 1962 года Буда-Кошелёвского, с 6 января 1962 года Чечерского районов Гомельского (до 26 июля 1930 года) округа, с 20 февраля 1938 года Гомельской области. В 1929 году организован колхоз «Свобода», работали смоловарня, 3 ветряные мельницы, кузница, паровая мельница, шерсточесальня, сукновальня.
73 жителя погибли на фронтах Великой Отечественной войны. С 1960 года действует Ровковичское лесничество. В 1962 году к деревне присоединён посёлок Малый Лес.
Уроженка Ровкович К. В. Козловская в декабре 1998 года отметила свой 106-летний юбилей.
Центр подсобного хозяйства районного производственного объединения «Сельхозхимия» имени А. В. Суворова. Расположены детский сад, комбинат бытового обслуживания, средняя школа, Дом культуры, библиотека, амбулатория, ветеринарный участок, отделение связи, столовая, магазин.
В состав Ровковичского сельсовета входили (в настоящее время не существующие) до 1962 года посёлки Малый Лес, до 1999 года — городские посёлки Зелёный Мох, Макеевка, Пролетарский, Раков Лог.

## Население
- 1816 год — 36 дворов, 231 житель.
- 1886 год — 69 дворов, 401 житель.
- 1897 год — 113 дворов, 724 жителя; в фольварке — 4 двора, 25 жителей (согласно переписи).
- 1926 год — 151 двор, 730 жителей.
- 1959 год — 427 жителей (согласно переписи).
- 2004 год — 131 хозяйство, 347 жителей.